# Takaki Kanehiro
Takaki Kanehiro est un nom japonais traditionnel ; le nom de famille (ou le nom d'école), Takaki, précède donc le prénom (ou le nom d'artiste).
Le baron Takaki Kanehiro (高木兼寛, Takaki Kanehiro) (15 septembre 1849 - 12 avril 1920) est un médecin naval japonais qui a beaucoup travaillé sur la maladie du béribéri.

## Biographie
Né dans la province de Hyūga (dans l'actuelle préfecture de Miyazaki), Takaki Kanehiro est le fils d'un samouraï servant le domaine de Satsuma. Il étudie la médecine chinoise dans sa jeunesse et sert comme médecin durant la guerre de Boshin. Il étudie plus tard la médecine occidentale auprès du docteur britannique William Willis, présent au Japon de 1861 à 1881. Takaki entre ensuite dans la marine impériale japonaise comme médecin en 1872. Il est envoyé au Royaume-Uni en 1875 où il devient interne à l'école de médecine de l'hôpital Saint-Thomas (en), aujourd'hui au sein du King's College de Londres. Il revient au Japon en 1880.
À l'époque, la maladie du béribéri (considérée comme endémique au Japon) est un sérieux problème sur les navires de guerre et affecte l'efficacité de la marine. Takaki Kanehiro sait que cette maladie n'existe pas dans les marines occidentales et remarque que les officiers navals japonais dont le régime alimentaire est composé de différents types de légumes et de viande souffrent rarement du béribéri. D'autre part, la maladie est fréquente chez les membres d'équipage de base, dont le régime alimentaire se compose presque exclusivement de riz blanc (qui est fourni gratuitement, tandis que les autres aliments doivent être achetés). De nombreux membres d'équipage de familles pauvres, qui doivent envoyer de l'argent chez eux, essayent souvent d'économiser en ne mangeant que du riz.
En 1883, Takaki Kanehiro apprend le taux très élevée de malades du béribéri chez les cadets lors d'une mission de formation à Hawaï, via la Nouvelle-Zélande et l'Amérique du Sud, qui dure 9 mois. À bord, 169 hommes sur 376 sont touchés par la maladie et 25 en meurent. Takaki Kanehiro envoie une pétition à destination de l'empereur Meiji pour financer une expérience sur une amélioration de l'alimentation des marins pour intégrer plus de viande, de lait, de pain et de légumes. Cette expérience est un succès et, en 1884, une autre mission suit la même route mais cette fois seuls 16 marins sur 333 sont touchés par le béribéri. Cette expérience convainc la marine que la mauvaise alimentation est le principal facteur du béribéri et la maladie est rapidement éradiquée de la flotte. La réussite de Takaki a lieu dix ans avant la même observation par le Néerlandais Christiaan Eijkman à Batavia, avançant sa théorie selon laquelle le béribéri est causé par une déficience nutritionnelle, et dont l'identification de la vitamine B1 lui vaut le prix Nobel de physiologie et de médecine en 1929.
Bien que Takaki Kanehiro établi clairement que la cause est un problème nutritionnel, cela est en contradiction avec l'idée qui domine chez les scientifiques médicaux selon laquelle le béribéri est une maladie infectieuse. L'armée impériale japonaise, dominée par des docteurs de l'université impériale de Tokyo, persiste à penser cela et refuse de mettre en œuvre un remède pendant des décennies. Durant la guerre russo-japonaise de 1904–05, 211 600 soldats souffrent du béribéri et 27 000 en meurent, comparé aux 47 000 morts au combat.
En 1905, Takaki Kanehiro reçoit le titre de baron (danshaku) selon le système de noblesse kazoku pour sa contribution à l'élimination du béribéri dans la marine impériale japonaise et est également décoré de l'ordre du Soleil levant (1re classe). Il est plus tard affectueusement surnommé « Baron Barley ».
Takaki Kanehiro fonde l'école de médecine Sei-I-Kwai en janvier 1881. En mai de la même année, il fonde l'école de formation à la médecine Sei-I-Kwai Koshujo (actuelle université de médecine Jikei (en)). Son école est le premier collège médical privé du Japon et le premier au Japon à faire des dissections sur des cadavres humains.
Takaki Kanehiro est honoré à titre posthume lorsqu'une péninsule de l'Antarctique est nommée « promontoire Takaki (en) » en son honneur. C'est d'ailleurs la seule péninsule d'Antarctique qui porte le nom d'une personne japonaise.